# The Hermetic Organ
The Hermetic Organ è un album dal vivo del compositore jazz statunitense John Zorn, pubblicato il 19 giugno 2012 dalla Tzadik Records.

## Descrizione
L'album consiste di un solo brano di improvvisazioni eseguite su un organo a canne alla Saint Paul's Chapel, vicino alla Columbia University, il 9 dicembre 2012.

## Tracce
Musiche di John Zorn.
1. Office Nr. 4 – 36:26

Durata totale: 36:26

## Formazione
- John Zorn – organo a canne